# Alexandra Nancarrow
Alexandra Nancarrow (* 1. September 1993 in Canberra) ist eine ehemalige australische Tennisspielerin.

## Karriere
Nancarrow spielt hauptsächlich auf dem ITF Women’s Circuit, auf dem sie bisher vier Einzel- und 20 Doppeltitel gewann. Ihr Debüt auf der WTA Tour gab sie 2015 beim Hobart International mit ihrer Landsfrau Storm Sanders als Doppelpartnerin.
Ihre besten Weltranglistenplatzierungen erreichte sie im Einzel nach 55 ITF-Siegen im November 2014 mit Rang 385 und im Doppel im Februar 2015 mit Position 346.
Nancarrow hatte seit September 2015 kein Profiturnier mehr bestritten. Sie trat 2016 nur bei einem ITF-Turnier in Barcelona an, schied aber bereits in der zweiten Runde der Qualifikation aus.

## Turniersiege

### Einzel
| Nr. | Datum         | Turnier   | Kategorie   | Belag     | Finalgegnerin   | Ergebnis      |
| --- | ------------- | --------- | ----------- | --------- | --------------- | ------------- |
| 1.  | 6. Juli 2014  | Prokuplje | ITF $10.000 | Sand      | Lina Gjorcheska | 4:6, 6:4, 6:2 |
| 2.  | 27. Juni 2015 | Prokuplje | ITF $10.000 | Sand      | Milana Špremo   | 6:1, 7:5      |
| 3.  | 4. Juli 2015  | Prokuplje | ITF $10.000 | Hartplatz | Lilla Barzó     | 6:1, 3:6, 6:1 |
| 4.  | 26. Juli 2015 | Palić     | ITF $10.000 | Sand      | Zuzana Zlochová | 6:1, 6:4      |

### Doppel
| Nr. | Datum              | Turnier    | Kategorie   | Belag     | Partnerin                 | Finalgegnerinnen                                | Ergebnis         |
| --- | ------------------ | ---------- | ----------- | --------- | ------------------------- | ----------------------------------------------- | ---------------- |
| 1.  | 20. Juli 2012      | Knokke     | ITF $10.000 | Sand      | Beatriz Morales Hernández | Tatiana Búa Margarida Moura                     | 6:1, 4:6, [10:6] |
| 2.  | 20. Oktober 2013   | Iraklio    | ITF $10.000 | Teppich   | Rosalie van der Hoek      | Nozomi Fujioka Tanaporn Thongsing               | 6:3, 4:6, [10:7] |
| 3.  | 22. November 2013  | Fès        | ITF $10.000 | Sand      | Olga Parres Azcoitia      | Anna-Maria Heil Pia König                       | 6:4, 6:4         |
| 4.  | 29. November 2013  | Fès        | ITF $10.000 | Sand      | Olga Parres Azcoitia      | Nadia Lalami Charlotte Römer                    | 7:62, 6:3        |
| 5.  | 23. Februar 2014   | Palmanova  | ITF $10.000 | Sand      | Yuliana Lizarazo          | Anna Katalina Alzate Esmurzaeva Natalija Kostić | 6:3, 6:4         |
| 6.  | 23. März 2014      | Pula       | ITF $10.000 | Sand      | Yuliana Lizarazo          | Alice Matteucci Despina Papamichail             | 6:3, 4:6, [11:9] |
| 7.  | 30. März 2014      | Pula       | ITF $10.000 | Sand      | Olga Sáez Larra           | Despina Papamichail Rosalie van der Hoek        | 6:3, 4:6, [10:8] |
| 8.  | 25. Mai 2014       | Sousse     | ITF $10.000 | Hartplatz | Olga Parres Azcoitia      | Ana Sofía Sánchez Chantal Škamlová              | 6:4, 6:2         |
| 9.  | 22. Juni 2014      | Niš        | ITF $10.000 | Sand      | Maria Sakkari             | Lina Gjorcheska Marina Lazić                    | 6:4, 6:2         |
| 10. | 29. Juni 2014      | Prokuplje  | ITF $10.000 | Sand      | Lina Gjorcheska           | Hülya Esen Lütfiye Esen                         | 6:2, 6:4         |
| 11. | 6. Juli 2014       | Prokuplje  | ITF $10.000 | Sand      | Lina Gjorcheska           | Olha Fridman Elizaveta Ianchuk                  | 6:4, 7:65        |
| 12. | 27. Juli 2014      | Tampere    | ITF $10.000 | Sand      | Maria Sakkari             | Emma Laine Anastassija Piwowarowa               | 6:2, 6:3         |
| 13. | 30. August 2014    | Caslano    | ITF $10.000 | Sand      | Eva Wacanno               | Angelica Moratelli Lisa Sabino                  | 6:0, 6:3         |
| 14. | 14. September 2014 | Lleida     | ITF $10.000 | Sand      | Elizaveta Ianchuk         | Yvonne Cavallé Reimers Lucía Cervera Vázquez    | 6:1, 6:1         |
| 15. | 23. November 2014  | Nules      | ITF $10.000 | Sand      | Olga Sáez Larra           | Yvonne Cavallé Reimers Aina Schaffner Riera     | 7:65, 7:65       |
| 16. | 26. Juni 2015      | Prokuplje  | ITF $10.000 | Sand      | Lina Gjorcheska           | Dominika Paterová Vendula Žovincová             | 6:2, 6:2         |
| 17. | 3. Juli 2015       | Prokuplje  | ITF $10.000 | Sand      | Estrella Cabeza Candela   | Maryna Kolb Nadija Kolb                         | 2:6, 6:4, [10:6] |
| 18. | 9. Juli 2015       | Getxo      | ITF $10.000 | Sand      | Lucía Cervera Vázquez     | Camilla Rosatello Laëtitia Sarrazin             | 6:3, 7:5         |
| 19. | 17. Juli 2015      | Nieuwpoort | ITF $10.000 | Sand      | Marija Marfutina          | Petra Krejsová Francesca Stephenson             | 6:0, 2:6, [10:5] |
| 20. | 7. August 2015     | Plowdiw    | ITF $10.000 | Sand      | Jana Sisikowa             | Maryna Kolb Nadija Kolb                         | 6:3, 6:3         |